# Juan Vidal y Carlá
Juan Vidal y Carlá (Escaló, 1828-Suterraña, 1894) fue un sacerdote, profesor de teología y político español carlista.

## Biografía
Nació en Escaló el 12 de marzo de 1828, hijo de Juan Vidal y Barat y Francisca Carlá y Rafel. Sus padres y sus abuelos habían sido todos partidarios de la causa carlista.
Después de cursar Latín y Humanidades, estudió Filosofía y los siete años de Teología escolástica y moral como colegial interno en la diócesis de Urgel. Fue ordenado de presbítero el 15 de abril de 1854. Durante los últimos años de su carrera, regentó todas las cátedras del Seminario. En mayo de 1854 fue destinado de vicario a Albet, donde residió hasta octubre del mismo año. Ese mes fue nombrado ecónomo de la parroquia del término de Albesa, cargo que ejercería hasta octubre del 1856.
En esta época fue trasladado al Seminario de Urgel para desempeñar la cátedra de Filosofía y el cargo de maestro de colegiales en el curso de 1856 a 1857. En febrero de 1857, ya con el grado de bachiller en Teología, que recibió en julio de 1854, fue al Seminario Central de Valencia a recibir el grado de licenciado y doctor en la misma facultad de Teología, los cuales obtuvo todos con el distinguido título de Nemine discrepante.
En septiembre del 1857 fue nombrado ecónomo del término de la parroquia de Ribellas, cargo que ejerció hasta febrero del 1859, en qué fue trasladado de ecónomo a la parroquia de Montellá, de la que llegaría a ser párroco en agosto del 1860. Finalmente, en mayo de 1865 fue trasladado a parroquia de Suterraña, donde permaneció. En abril de 1858 hizo oposiciones a la canonjía lectoral de Seo de Urgel, las cuales le fueron aprobadas por unanimidad y con todos los honores; y del mismo modo le fueron aprobadas las oposiciones que hizo el 1862 a la canonjía magistral de la misma iglesia.
Tras la revolución de 1868 en que fue destronada Isabel II, hizo propaganda del carlismo y escribió las obras «El libro de los reyes y el principio de autoridad» y «La libertad de cultos examinada en el terreno de la filosofía», en contra de la libertad religiosa promulgada por la legislación anticlerical del Sexenio Revolucionario. En las elecciones generales de 1871 fue designado candidato a diputado por el distrito de Sort. Manifestó a sus electores que su único objetivo era trabajar incesantemente para derrocar la situación liberal y obtuvo 3.871 votos, derrotando al candidato ministerial, Ramón Codina, que solo solo consiguió 1.800. El gobernador de la provincia de Lérida, tras ser derrotado su candidato, quiso llevárselo preso, pero Juan Vidal lograría escapar gracias a los avisos que recibió del presidente de la Junta provincial católico-monárquica de Lérida. En las Cortes destacaría como orador por su defensa de los principios católicos y del catolicismo como única religión de España.
Durante la tercera guerra carlista, Vidal fue objeto de alguna medida por parte de la autoridad militar de Tremp, que lo consideraba sospechoso de trabajar para los sublevados carlistas. Al acabar la guerra, en 1876 visitó en Madrid a los diputados de Lérida y al subsecretario de gobernación.
Según la obra La Bandera Carlista en 1871, Vidal y Carlá era de costumbres austeras y morigeradas, amaba la soledad, desconocía la adulación y solo disfrutaba en la polémica y el estudio. También se decía de él que reunía «una actividad y una energía de carácter admirables» y que era «franco, expansivo, modesto, caritativo en alto grado» y «un infatigable propagandista de la verdad». Murió en Suterraña el 10 de noviembre de 1894.

## Obras
- El libro de los reyes y el principio de autoridad
- La libertad de cultos examinada en el terreno de la filosofía